# Gare de Turpange
La gare de Turpange est une halte ferroviaire belge de la ligne 167. Mise en service en 1886, ouverte uniquement pour les voyageurs, elle est définitivement fermée en 1984.
Elle était située à Turpange (commune de Messancy), dans la province de Luxembourg.

## Situation ferroviaire
La halte de Turpange, était située au point kilométrique (PK) 4,5 de la Ligne d'Autelbas à Athus et à la frontière française vers Longwy (ligne 167), entre la halte de Sélange et la gare de Messancy.

## Histoire
La halte de Turpange, ouvert uniquement aux voyageurs, est mis en service le 3 novembre 1886, sur la Ligne d'Autelbas à Athus et à la frontière française vers Longwy, peu après sa nationalisation. Elle est gérée par la gare de Messancy, située à 2 102 mètres.
Fermée lors de la Première Guerre mondiale, elle est rouverte en 1918 sous le nom de Turpingen. Renommée Turpange, elle est fermée le 3 juin 1984.